# Ле-Ту
Ле-Ту (фр. Le Thou) — коммуна во Франции, находится в регионе Пуату — Шаранта. Департамент коммуны — Шаранта Приморская. Входит в состав кантона Эгрефёй-д’Они. Округ коммуны — Рошфор.
Код INSEE коммуны 17447.

## Население
Население коммуны на 2010 год составляло 1643 человека.
| 1962 | 1968 | 1975 | 1982 | 1990 | 1999 | 2010 |
| ---- | ---- | ---- | ---- | ---- | ---- | ---- |
| 864  | 792  | 844  | 975  | 1024 | 1170 | 1643 |